# Чилийская кошка
Чилийская кошка, также кодкод, или  гуинья (лат. Leopardus guigna) — вид хищных млекопитающих из семейства кошачьих (Felidae).

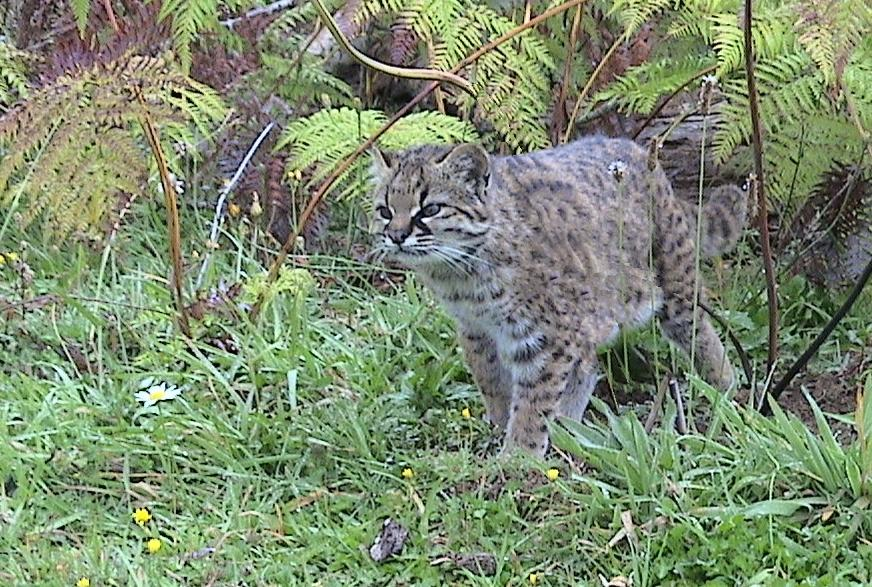
Чилийская кошка маскируется в зарослях папоротника

Вид распространён в Южной Америке. Встречается на высоте от 1 900 до 2 500 м над уровнем моря в умеренно влажных, хвойных и смешанных лесах. Имеет большие стопы и когти. Мех у чилийской кошки серовато-коричневый, с черными пятнами. Встречаются и полностью чёрные особи. Длина тела — около 55—75 см, при этом хвост занимает примерно треть длины, масса составляет 1,8—2,7 кг.
Чилийская кошка охотится на грызунов, птиц, насекомых, рептилий. Она, прежде всего, ночной охотник, но её нередко встречали во время охоты и в дневные часы.
Продолжительность жизни — 10—12 лет (в неволе). Половое созревание — с 2-х лет, беременность длится 72—78 дней, количество детенышей — 1—3.
Описано два подвида:
- Felis guigna tigrillo — в Южном Чили и Патагонии, имеет обычный окрас.
- Felis guigna guigna — в Центральном Чили, он крупнее, есть пятна на лапах, яркий окрас.